# Campionato figiano di rugby a 13
La Fiji National Rugby League è il massimo campionato di rugby a 13 per club a Figi.
Viene disputato da dodici squadre divise in due raggruppamenti, la "Eastern Conference" e la "Western Conference".